# Зенит (баскетбольный клуб)
«Зенит» — российский профессиональный баскетбольный клуб из Санкт-Петербурга. Выступает в Единой лиге ВТБ и Кубке России.

## История
Баскетбольная команда «Зенит» была образована летом 2014 года, став департаментом в структуре одноимённого футбольного клуба.
В первый же свой спортивный сезон-2014/15 баскетбольный клуб «Зенит» проявил себя сразу в двух турнирах — Единой лиге ВТБ и Еврокубке. В Еврокубке клуб дошёл до 1/8 финала, уступив только будущему чемпиону — подмосковным «Химкам». В Единой лиге ВТБ команда финишировала на четвёртой строчке по итогам регулярного чемпионата и в ¼ стадии плей-офф уступила в пятиматчевой серии «Нижнему Новгороду». В течение последующих сезонов основная команда клуба входила в число лидеров российского баскетбола и становилась участником финальных стадий соревнований Единой лиги ВТБ и Еврокубка.
В межсезонье 2015 состав команды обновился более чем наполовину. Начало сезона команда начала с 11-матчевой победной серии (6 побед в Единой лиге ВТБ и 5 побед в Еврокубке), но далее последовали травмы капитана и одного из лидеров команды, из-за чего команда потеряла лидирующую позицию в лиге. В феврале «Зенит» принял участие в первом в своей истории финале четырёх кубка России, где уступили в финале, став обладателями серебряных наград. В Еврокубке соперником «Зенита» в плей-офф стал ещё один российский клуб «Нижний Новгород». Первая игра игралась через два дня после финала кубка России и была проиграла сине-бело-голубыми с разницей «-26». В ответной встрече были предприняты попытки отыграть отставание, но полностью отыграть этот разрыв подопечным Василия Карасёва не удалось, и «Зенит» второй сезон подряд закончил своё выступление в Еврокубке на стадии 1/8 финала. Завершение регулярного сезона в лиге прошло для сине-бело-голубых более успешно, и им удалось вернуть себе третью строчку в турнирной таблице, согласно которой соперником в первом раунде плей-офф стал «Автодор». С Саратовским клубом серия закончилась со счётом 3:0 в пользу команды из Санкт-Петербурга. Полуфинальная серия с УНИКСом, как оказалось позже, определяла будущего участника Евролиги. Судьба серии решилась в последней игре, в которой «Зенит» уступил и впервые в своей истории стал бронзовым призёром Единой лиги ВТБ.
В межсезонье 2016 клуб усилился 22-летним атакующим защитником Сергеем Карасёвым и сербским разыгрывающим Стефаном Марковичем, сохранив при этом лидеров команды прошлого сезона. Однако клубу не удалось продвинуться далее 1/4 Еврокубка, а в Единой Лиге ВТБ-2016/17 команда проиграла «Химкам» в полуфинальной серии (2-3), ведя по ходу серии 2-0, тем самым не попав в Евролигу на сезон 2017/18. Клуб в связи с этим покинули её лидеры-иностранцы: Янис Тимма, Райан Тулсон, Аарон Уайт, Кайл Лэндри и Стефан Маркович.
В начале июля 2017 года баскетбольный департамент ФК «Зенит» был преобразован в отдельное юридическое лицо ООО «Баскетбольный клуб „Зенит“», которое стало дочерним обществом АО «ФК „Зенит“». Генеральным директором баскетбольного клуба стал Игорь Оноков, основной командой «Зенита» продолжил управлять главный тренер Василий Карасёв.
Перед началом сезона-2017/18 команду пополнил ряд иностранных игроков: Марко Симонович, Дрю Гордон, Кайл Курич, Николас Лапровиттола; и опытных россиян — Иван Лазарев и Евгений Воронов. Однако новособранная команда не смогла выполнить задачу на сезон — попасть в финал Единой Лиги ВТБ или выиграть Еврокубок, чтобы попасть на следующий сезон в Евролигу.
В июле 2018 года генеральным директором клуба был назначен Александр Церковный. Начало сезона 2018/19 стартовало с обновления состава — команду покинули Демонте Харпер, Шейн Уиттингтон, Малкольм Гриффин, Кайл Курич и Скотти Рейнольдс. Им на смену пришли Джален Рейнольдс, Филип Скрабб, Джеррод Ютофф, Шон Арманд. Однако команда показывала не очень уверенную игру, и зимой 2018 года главный тренер сине-бело-голубых Василий Карасёв был уволен. Ему на смену пришёл Жоан Плаза, однако клуб не смог пройти дальше Топ-16 Еврокубка и полуфинала Единой Лиги ВТБ.
В начале сезона 2019/20 стало известно, что «Зенит» примет участие в Евролиге в сезоне-2019/20, получив wildcard. Под участие в турнире был существенно обновлён состав — команду покинули Андрей Десятников, Евгений Валиев и Сергей Карасёв. Им на смену пришли опытные игроки из других команд Единой лиги ВТБ — Андрей Зубков («Химки»), Антон Понкрашов (УНИКС), Дмитрий Хвостов и Матеуш Понитка (оба — «Локомотив-Кубань») и ряд иностранцев — Алекс Ренфро, Колтон Айверсон и Тимоти Абромайтис.
В 2020 году главным тренером клуба стал Хавьер Паскуаль, а спортивным директором Манос Пападопулос. В сезоне-2020/21 «Зенит» впервые вышел в плей-офф Евролиги, установив рекорд Евролиги, когда восьмая команда по итогам регулярного этапа турнира победила первую. В дальнейшем команда уступила БК «Барселоне» в пятиматчевой серии. В сезоне-2021/22 клуб ещё более уверенно проводил европейский сезон и имел все шансы стать участником «Финала четырёх» Евролиги, однако в связи с отстранением российских клубов от участия в турнире, сине-бело-голубые так и не смогли реализовать свои планы.
В сезоне 2021/22 баскетбольный клуб «Зенит» выиграл почти все главные трофеи. Все началось с победы в возрождённом Кубке Владимира Кондрашина и Александра Белова в сентябре 2021 года, затем серебряные медали первого Суперкубка Единой лиги ВТБ, а продолжилось уже весной победой в Единой лиге ВТБ. В драматичном финале «Зенит» в семи матчах переиграли московский ЦСКА, уступая по ходу серии 1:3 и впервые в своей истории стал чемпионом Единой лиги ВТБ и одновременно Чемпионом России.
5 марта 2025 года «Зенит» победил «Самару» с преимуществом в 58 очков (115:57) и одержал свою самую крупную победу в истории Единой лиги ВТБ.

## Результаты выступлений
| Сезон     | Россия          | Россия  | Россия | Россия | Россия | Россия | Россия | Россия     | Россия  | Россия       | Европа       | Европа     |
| Сезон     | Лига            | М       | И      | В      | П      | О      | %      | Плей-офф   | Итог    | Кубок России | Соревнование | Результат  |
| --------- | --------------- | ------- | ------ | ------ | ------ | ------ | ------ | ---------- | ------- | ------------ | ------------ | ---------- |
| 2014/2015 | Единая лига ВТБ | 4 место | 30     | 22     | 8      | 52     | 73 %   | 1/4 финала | 5 место | —            | Еврокубок    | 1/8 финала |
| 2015/2016 | Единая лига ВТБ | 3 место | 30     | 23     | 7      | 53     | 77 %   | 1/2 финала | 3 место | 2 место      | Еврокубок    | 1/8 финала |
| 2016/2017 | Единая лига ВТБ | 2 место | 24     | 21     | 3      | 45     | 88 %   | 1/2 финала | 3 место | —            | Еврокубок    | 1/4 финала |
| 2017/2018 | Единая лига ВТБ | 4 место | 24     | 16     | 8      | 40     | 67 %   | 1/2 финала | 3 место | —            | Еврокубок    | 1/4 финала |
| 2018/2019 | Единая лига ВТБ | 5 место | 26     | 15     | 11     | 41     | 58 %   | 1/2 финала | 4 место | —            | Еврокубок    | Топ-16     |
| 2019/2020 | Единая лига ВТБ | 6 место | 18     | 8      | 10     | 26     | 44 %   | —          | —       | —            | Евролига     | 18 место   |
| 2020/2021 | Единая лига ВТБ | 1 место | 24     | 20     | 4      | 44     | 83 %   | 1/2 финала | 3 место | —            | Евролига     | 1/4 финала |
| 2021/2022 | Единая лига ВТБ | 2 место | 18     | 14     | 4      | 32     | 78 %   | Чемпион    | 1 место | —            | —            | —          |
| 2022/2023 | Единая лига ВТБ | 3 место | 32     | 23     | 9      | 55     | 72 %   | 1/2 финала | 4 место | 2 место      | —            | —          |
| 2023/2024 | Единая лига ВТБ | 2 место | 36     | 26     | 10     | 62     | 72 %   | 1/2 финала | 3 место | 1 место      | —            | —          |
| 2024/2025 | Единая лига ВТБ | 1 место | 44     | 39     | 5      | 83     | 89 %   | 1/2 финала | 2 место | 1/16 финала  | —            | —          |

## Достижения
Единая лига ВТБ
- Чемпион: 2021/2022
- Серебряный призёр: 2024/2025
- Бронзовый призёр (5): 2015/2016, 2016/2017, 2017/2018, 2020/2021, 2023/2024

Суперкубок Единой лиги ВТБ
- Победитель (2): 2022, 2023
- Серебряный призёр: 2021
- Бронзовый призёр: 2024

Чемпионат России
- Чемпион: 2021/2022
- Серебряный призёр: 2024/2025
- Бронзовый призёр (5): 2015/2016, 2016/2017, 2017/2018, 2020/2021, 2023/2024

Кубок России
- Победитель: 2023/2024
- Серебряный призёр (2): 2015/2016, 2022/2023

### Личные награды
Единая лига ВТБ
Символическая пятёрка регулярного сезона
- 2016/2017 —  Сергей Карасёв

MVP месяца
- октябрь 2015 —  Райан Тулсон[13]
- апрель 2016 —  Райан Тулсон[14] (2)
- январь 2017 —  Сергей Карасёв[15]
- март 2017 —  Стефан Маркович[16]
- январь 2018 —  Сергей Карасёв[17] (2)
- январь 2019 —  Джален Рейнольдс[18]
- сентябрь-октябрь 2020 —  Билли Бэрон[19]
- февраль 2022 —  Алекс Пойтресс
- апрель 2022 —  Билли Бэрон (2)
- ноябрь 2022 —  Тома Эртель
- ноябрь 2024 —  Ксавье Мун[20]
- февраль 2025 —  Трент Фрейзер[21]

Лучший латвийский игрок
- 2015/2016 —  Янис Тимма

Лучший молодой игрок месяца
- ноябрь 2014 —  Дмитрий Кулагин
- февраль 2015 —  Артём Вихров
- апрель 2015 —  Артём Вихров

Тренер года
- 2015/2016 —  Василий Карасёв[22]
- 2020/2021 —  Хавьер Паскуаль[23]
- 2024/2025 —  Хавьер Паскуаль[24]

Лучший дебютант сезона
- 2022/2023 —  Тома Эртель

Самый ценный игрок плей-офф
- 2021/2022 —  Джордан Мики

Лучший по игре в защите
- 2021/2022 —  Джордан Мики
- 2023/2024 —  Винс Хантер

Лучший шестой игрок
- 2021/2022 —  Билли Бэрон

## Главные тренеры
- 2014—2018  Василий Карасёв
- 2018—2020  Жоан Плаза[25]
- 2020  Сергей Вознюк (и. о.)
- 2020—2025  Хавьер Паскуаль[26]
- 2025—н.в.  Александер Секулич[27]

## Капитаны команды
- 2014—2015 —  Артём Кузякин
- 2015 —  Кайл Лэндри
- 2015—2016 —  Евгений Валиев
- 2016 —  Янис Тимма
- 2016 —  Кайл Лэндри
- 2016—2017 —  Янис Тимма[28]
- 2017—2020 —  Евгений Воронов
- 2020—2022 —  Матеуш Понитка[29]
- 2022—2024  Андрей Зубков
- 2024—н.в.  Сергей Карасёв[30]

## Рекордсмены клуба по числу проведённых игр
| #  | Игрок             | Период                   | Игр |
| -- | ----------------- | ------------------------ | --- |
| 1  | Сергей Карасёв    | 2016 — 2019, 2021 — н.в. | 324 |
| 2  | Андрей Зубков     | 2019 — 2024              | 247 |
| 3  | Антон Пушков      | 2015 — 2022              | 223 |
| 4  | Артём Вихров      | 2014 — 2018              | 194 |
| 5  | Евгений Валиев    | 2014 — 2019              | 190 |
| 6  | Денис Захаров     | 2020 — н.в.              | 176 |
| 7  | Алекс Пойтресс    | 2020 — 2022, 2024 — н.в. | 169 |
| 8  | Трент Фрейзер     | 2023 — н.в.              | 147 |
| 9  | Игорь Вольхин     | 2020 — н.в.              | 143 |
| 10 | Дмитрий Кулагин   | 2014 — 2015, 2021 — 2023 | 126 |
| 11 | Виталий Фридзон   | 2020 — 2023              | 126 |
| 12 | Евгений Воронов   | 2017 — 2020              | 119 |
| 13 | Матеуш Понитка    | 2020 — 2022              | 118 |
| 14 | Винс Хантер       | 2023 — н.в.              | 117 |
| 15 | Владислав Трушкин | 2018 — 2021              | 117 |
| 16 | Билли Бэрон       | 2020 — 2022              | 115 |
| 17 | Кайл Лэндри       | 2014 — 2017              | 114 |
| 18 | Уилл Томас        | 2019 — 2021              | 111 |
| 19 | Остин Холлинз     | 2019 — 2021              | 103 |
| 20 | Георгий Жбанов    | 2023 — н.в.              | 102 |

## Экипировка и спонсоры

### Производители формы
| Период    | Название организации |
| 2014—2021 | Nike                 |
| 2021—2022 | Adidas               |
| 2022—н.в. | Kelme                |

### Титульные спонсоры
| Период    | Название организации |  |
| 2014—2019 | Сибур                |  |
| 2019—н.в. | Газпром              |  |

## Текущий состав
| \| Поз. \| № \| Гражд. \| Имя \| Дата рождения (возраст) \| Рост \| Вес \| Звание \| \| ---- \| -- \| ------ \| ------------------ \| ------------------------- \| ------ \| ------ \| ------ \| \| АЗ \| 0 \| \| Трент Фрейзер \| 8 сентября 1998 (26 лет) \| 187 см \| 79 кг \| \| \| ЛФ \| 00 \| \| Андре Роберсон \| 4 декабря 1991 (33 года) \| 201 см \| 95 кг \| \| \| РЗ \| 1 \| \| Александр Щербенёв \| 3 октября 2000 (24 года) \| 191 см \| 83 кг \| \| \| АЗ \| 7 \| \| Сергей Карасёв (К) \| 26 октября 1993 (31 год) \| 201 см \| 95 кг \| \| \| Ц \| 10 \| \| Андрей Мартюк \| 10 июня 2000 (25 лет) \| 211 см \| 97 кг \| \| \| АЗ \| 12 \| \| Георгий Жбанов \| 10 октября 1997 (27 лет) \| 197 см \| 95 кг \| \| \| ЛФ \| 13 \| \| Дмитрий Узинский \| 13 августа 1993 (32 года) \| 199 см \| 94 кг \| \| \| АЗ \| 20 \| \| Леви Рэндольф \| 3 октября 1992 (32 года) \| 198 см \| 95 кг \| \| \| ЛФ \| 21 \| \| Павел Земский \| 25 июня 2004 (21 год) \| 202 см \| 90 кг \| \| \| ТФ \| 22 \| \| Алекс Пойтресс \| 6 сентября 1993 (31 год) \| 205 см \| 108 кг \| \| \| РЗ \| 23 \| \| Ненад Димитриевич \| 23 февраля 1998 (27 лет) \| 190 см \| 79 кг \| \| \| ТФ \| 33 \| \| Андрей Воронцевич \| 17 июля 1987 (38 лет) \| 207 см \| 107 кг \| \| \| РЗ \| 35 \| \| Владислав Емченко \| 3 октября 1999 (25 лет) \| 198 см \| 88 кг \| \| | Главный тренер - Александер Секулич Ассистенты тренера - Юрица Жужа - Йерней Валентинчич - Максим Учайкин Легенда - (К) — Капитан команды Последнее изменение: 14 августа 2025 года |                         |                    |                           |        |        |        |
| Поз. | № | Гражд.                  | Имя                | Дата рождения (возраст)   | Рост   | Вес    | Звание |
| АЗ | 0 | Флаг США                | Трент Фрейзер      | 8 сентября 1998 (26 лет)  | 187 см | 79 кг  |        |
| ЛФ | 00 | Флаг США                | Андре Роберсон     | 4 декабря 1991 (33 года)  | 201 см | 95 кг  |        |
| РЗ | 1 | Флаг России             | Александр Щербенёв | 3 октября 2000 (24 года)  | 191 см | 83 кг  |        |
| АЗ | 7 | Флаг России             | Сергей Карасёв (К) | 26 октября 1993 (31 год)  | 201 см | 95 кг  |        |
| Ц | 10 | Флаг России             | Андрей Мартюк      | 10 июня 2000 (25 лет)     | 211 см | 97 кг  |        |
| АЗ | 12 | Флаг России             | Георгий Жбанов     | 10 октября 1997 (27 лет)  | 197 см | 95 кг  |        |
| ЛФ | 13 | Флаг России             | Дмитрий Узинский   | 13 августа 1993 (32 года) | 199 см | 94 кг  |        |
| АЗ | 20 | Флаг США                | Леви Рэндольф      | 3 октября 1992 (32 года)  | 198 см | 95 кг  |        |
| ЛФ | 21 | Флаг России             | Павел Земский      | 25 июня 2004 (21 год)     | 202 см | 90 кг  |        |
| ТФ | 22 | Флаг США                | Алекс Пойтресс     | 6 сентября 1993 (31 год)  | 205 см | 108 кг |        |
| РЗ | 23 | Флаг Северной Македонии | Ненад Димитриевич  | 23 февраля 1998 (27 лет)  | 190 см | 79 кг  |        |
| ТФ | 33 | Флаг России             | Андрей Воронцевич  | 17 июля 1987 (38 лет)     | 207 см | 107 кг |        |
| РЗ | 35 | Флаг России             | Владислав Емченко  | 3 октября 1999 (25 лет)   | 198 см | 88 кг  |        |